# Evolvulus genistoides
Evolvulus genistoides är en vindeväxtart som beskrevs av V. Ooststr. Evolvulus genistoides ingår i släktet Evolvulus och familjen vindeväxter. Inga underarter finns listade i Catalogue of Life.